# Houcine Camara
 (mai 2021).
Si vous disposez d'ouvrages ou d'articles de référence ou si vous connaissez des sites web de qualité traitant du thème abordé ici, merci de compléter l'article en donnant les références utiles à sa vérifiabilité et en les liant à la section « Notes et références ».
 (aout 2025).
 (août 2025).
Houcine, de son vrai nom Houcine Camara, est un chanteur et compositeur français, né le 19 août 1980 à Nancy. Il participe à la deuxième saison de Star Academy, où il parvient en finale face à Nolwenn Leroy.

## Biographie

### Enfance et débuts
Houcine Camara naît à Nancy (Meurthe-et-Moselle) d’un père sénégalais, qui est chanteur, et d’une mère marocaine.
Il entre au conservatoire national de région de Nancy à l’âge de six ans pour étudier le piano.

### Carrière
En 2001, il effectue sans succès une audition pour la première saison de Star Academy, émission de télévision musicale diffusée sur TF1. Il intègre la deuxième saison, en 2002. Ce programme lui permet de chanter avec des artistes internationaux.[pertinence contestée] Parvenu en finale, il est battu par Nolwenn Leroy.
Disney France le choisit en 2003 pour être l’interprète de Être un homme comme vous, la bande originale du film Le Livre de la jungle 2. Un second single suit, Ce que tu veux de moi.
En 2004 et 2005, il est sur scène avec Phil Collins pour la fondation d’Orianne Collins « Little Dreams Foundation ». Il est également la « nounou » des candidats de la quatrième saison de Star Academy pour les faire décompresser avant les évaluations et pour leur faire partager son expérience vécue deux ans plus tôt[pertinence contestée]. La même année, il anime plusieurs émissions, dont certaines[Lesquelles ?] en prime time sur TF1 et aussi sur les chaines jeunesse Gulli, Pop Kids Club et Disney.
Il est en 2006 l’un des principaux protagonistes de la comédie musicale Salut Joe !, en hommage au chanteur franco-américain Joe Dassin au Cirque d'Hiver (Paris).
En 2007, Houcine commence à co-produire ses spectacles, dont des hommages à Michael Jackson et Chantons Disney. Houcine sort le single Autre Chose, produit par Lor'FM et distribué par l'association Sauver Le Darfour.
Il sort en 2014 le single Je m’accroche.
La même année et en 2015, il joue à plusieurs reprises avec le batteur français Manu Katché (Peter Gabriel, Sting entre autres)[pertinence contestée] à l’occasion de l’événement « Les Étoiles du sport » à La Plagne. Il participe également à l'émission de télé-réalité Las Vegas Academy.
En 2021, il sort le single J'ai crié, produit par Jérémy Chatelain.

## Discographie

### Singles
- 2003 : Être un homme comme vous – #3 en Belgique, #6 en France, #9 en Suisse
- 2003 : Ce que tu veux de moi – #12 en France
- 2004 : Donne-moi du temps – #24 en France
- 2007 : Autre Chose
- 2014 : Je m'accroche[3]
- 2021 : J'ai crié
- 2022 : L'avenir me sourit